# Jean Baptiste Carrier

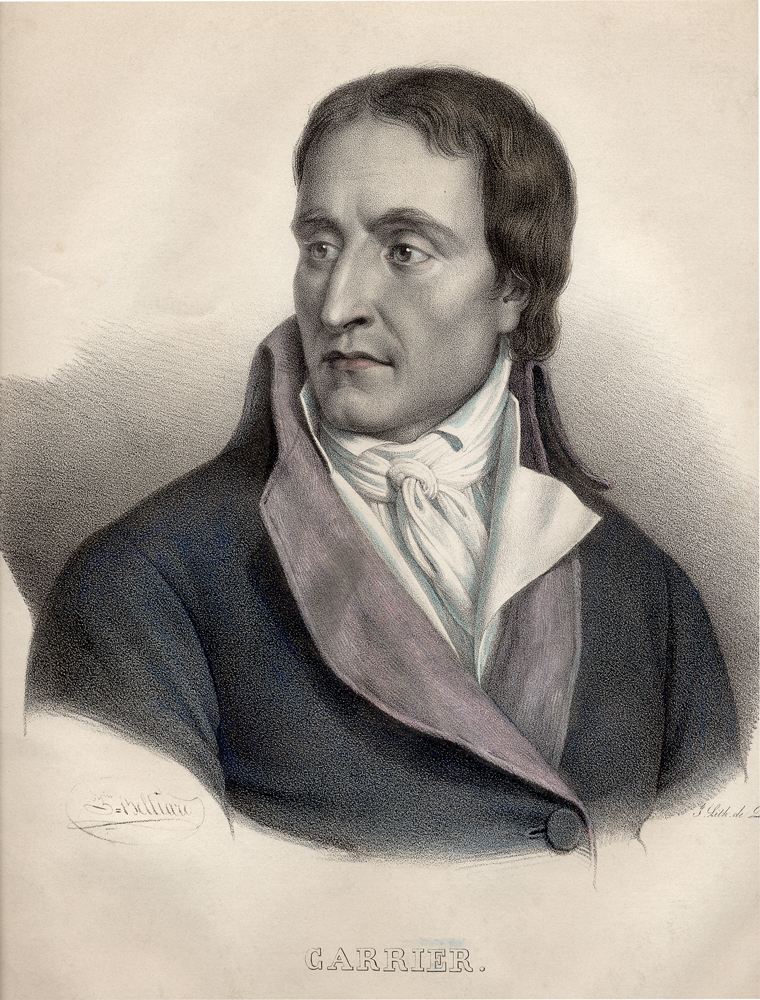
Jean-Baptiste Carrier.

Jean Baptiste Carrier, född 16 mars 1756 i Yolet, död 16 december 1794, var en fransk revolutionspolitiker.
Carrier var ursprungligen advokat, och invaldes 1792 i nationalkonventet, där han anslöt sig till den yttersta vänstern. Som konventets delegat i det upproriska nordvästra Frankrike har Carrier blivit ryktbar genom sin grymhet och hänsynslöshet mot rojalisterna, "les noyades". Nära lierad med hébertisterna överlevde han dessas fall, men mötte sitt öde efter Robespierres fall, då konventet 1794 med alla röster utom två beslöt att anklaga honom för hans tidigare framfart, varefter han avrättades.